# Lerista simillima
Lerista simillima este o specie de șopârle din genul Lerista, familia Scincidae, descrisă de Storr 1984. Conform Catalogue of Life specia Lerista simillima nu are subspecii cunoscute.